# 右内神社
右内神社（うないじんじゃ）は、静岡県三島市梅名に鎮座する神社。

## 概要
三島市の梅名地区の東部、御殿川の西脇に鎮座している。
式内社である伊波氐別命神社（いわてわけのみことじんじゃ）、あるいは阿米都瀬気多知命神社（あめつせけたちのみことじんじゃ）の論社となっている。
左内神社と共に三嶋大社の御門の守護神として、下田街道を挟んで左右に祀られ、古くから武家に敬われてきた。
源頼朝も三嶋大社への途上で度々参詣したといわれ、ある時、手洗い水がないことを不自由に思った頼朝が薙刀で参道地面を突いたところ、水が湧き出したという「頼朝の手洗い水」の逸話も残っている。
またかつて社地に宇米津の池（うなぎの池）と呼ばれる池があり、三島地域の中でも特にうなぎを神聖視する地域として知られ、当社は「うなぎの宮」「うなぎの森神社」とも呼ばれ、氏子の間には明治初期までうなぎを食べない習慣があった。

## 祭神
- 櫛石窓命

## 境内
- 力石（ちから石2つ、女石1つ）